# Antonio Sartorio
Antonio Sartorio (ur. 1630 w Wenecji, zm. 30 grudnia 1680 tamże) – włoski kompozytor.

## Życiorys
Brat Gaspara. Nie zachowały się żadne informacje na temat jego młodości i edukacji muzycznej. Od 1666 do 1675 pełnił funkcję kapelmistrza na dworze rezydującego w Hanowerze księcia Brunszwiku i Lüneburga Jana Fryderyka, regularnie odwiedzając w tym czasie Wenecję, gdzie wystawiał swoje opery. Po powrocie do rodzinnego miasta został w 1676 roku wicekapelmistrzem bazyliki św. Marka. 
Uważany jest za czołowego weneckiego twórcę operowego lat 60. i 70. XVII wieku. W swojej twórczości kontynuował tradycje Claudio Monteverdiego i Francesco Cavallego, akcentując przewagę słowa nad muzyką. Najważniejszą rolę w jego operach pełnią arie, dominujące liczebnie nad recytatywami. Przeważnie są to arie krótkie, liczące po kilka lub kilkanaście taktów, oparte na jednej zwrotce tekstu. W każdej operze Sartoria jest takich arii po kilkadziesiąt.

## Twórczość operowa
(na podstawie materiałów źródłowych)
- Gl’amori infruttuosi di Pirro (wyst. Wenecja 1661)
- Seleuco (wyst. Wenecja 1666)
- La prosperità d’Elio Seiano (wyst. Wenecja 1667)
- La caduta d’Elio Seiano (wyst. Wenecja 1667)
- L’Ermengarda regina de’ Longobardi (wyst. Wenecja 1669)
- L’Adelaide (wyst. Wenecja 1672)
- L’Orfeo (wyst. Wenecja 1672)
- Massenzio (wyst. Wenecja 1674)
- Alcina (ok. 1674, niewystawiona)
- Giulio Cesare in Egitto (wyst. Wenecja 1676)
- Antonio e Pompeiano (wyst. Wenecja 1677)
- L’Anacreonte tiranno (wyst. Wenecja 1677)
- Ercole su’l Termodonte (wyst. Wenecja 1678)
- I duo tiranni al soglio (wyst. Wenecja 1679)
- La Flora (dokończona przez M.A. Zianiego, wyst. Wenecja 1681)